# 우루과이 축구 국가대표팀
우루과이 축구 국가대표팀은 우루과이를 대표하는 축구 국가대표팀으로 우루과이 축구 협회에서 운영하고 있다. 남미의 축구 강호로 손꼽히는 팀들 중 하나로 1901년 5월 16일 아르헨티나와의 경기에서 국제 A매치 첫 경기를 치렀으며 몬테비데오에 있는 에스타디오 센테나리오를 홈 구장으로 사용하고 있다.

## 개요
초대 대회인 1930년 FIFA 월드컵과 1950년 FIFA 월드컵에서 우승을 차지하긴 했으나 1950년대부터 하락세를 타며 1954년 FIFA 월드컵과 1970년 FIFA 월드컵에서 준결승에 이름을 올린 이후 월드컵 우승권에서 점차 멀어져서 장장 40년동안 최고 기록이 고작 16강일 정도로 쇠락의 길을 걸어갔으나 2010년 FIFA 월드컵에서 40년만에 준결승에 오른 뒤 바로 이듬해에 2011년 코파 아메리카에서 우승을 차지하면서 중흥의 발판을 마련하였다. 우루과이는 코파 아메리카에서 15번의 우승을 기록했으며 이는 코파 아메리카 최다우승 기록이다. FIFA에서는 월드컵 우승 팀에게 유니폼에 '우승'을 상징하는 '별'을 달 것을 권장하고 있다. 이에 따라 우루과이는 2회 월드컵 우승과 함께 월드컵 창립 이전에 실시된 올림픽 축구 금메달 2개 획득을 근거로 총 별 4개를 유니폼에 새겨넣고 있다. 1920년대의 올림픽 우승을 기리는 이유는 당시는 월드컵 대회가 출범하기 이전이었으며, 유럽팀이 최강이라는 인식이 자리 잡고 있던 시기에 올림픽 축구를 남미 국가가 제패함으로써 아마추어 선수로 출전 자격이 제한된 올림픽 무대와는 별도로 진정한 세계 최강팀을 가리는 대회를 만들자는 공감대가 형성되었으며 그로 인해 1930년 초대 월드컵이 개최되는 계기가 되었다.
희한하게 1930년 FIFA 월드컵과 1950년 FIFA 월드컵에서 우승을 차지하긴 했으나 두 대회 모두 단 4경기만 치뤄 우승했다. 반면 본격적으로 경기가 많아지기 시작한 1974년 FIFA 월드컵(결승까지 7경기) 이후부터는 결승에 진출하지 못하고 있다.
- 1930년 FIFA 월드컵

- 1라운드 조별리그: 우루과이 3-1 페루, 우루과이 4-0 루마니아
- 토너먼트: 4강 우루과이 6-1 유고슬라비아, 결승 우루과이 4-2 아르헨티나

- 1950년 FIFA 월드컵

- 1라운드 조별리그: 우루과이 8-0 볼리비아
- 2라운드 결승리그: 우루과이 2-2 스페인, 우루과이 3-2 스웨덴, 우루과이 2-1 브라질

## 역사

### 초창기
우루과이 축구 국가대표팀은 이 때 이미 아르헨티나, 잉글랜드와 나란히 세계 축구 3강을 이루었다. 특히 FIFA 월드컵이 창시되기 전에 우루과이는 이미 1924년 하계 올림픽과 1928년 하계 올림픽 남자 축구 종목에거 2번 연속 금메달을 획득했다. 세계 최초의 대륙컵이자 국가대항 대회였던 남미 축구 선수권 대회에서도 첫 대회 포함 최초 10번 중 6번을 우승하며 남미에서도 가장 강한 전력을 가지고 있는 강호였다.

### 첫 월드컵의 선두주자
우루과이 정부와 우루과이 축구 협회에서는 출전국에 대한 모든 여비와 수당, 숙식비용 일체를 지불한다는 조건으로 기념비적인 첫 FIFA 월드컵을 개최하는 데에 성공했다. 하지만 유럽은 프랑스, 벨기에, 루마니아, 유고슬라비아 이렇게 단 4개국만 출전했으며 나머지는 미주지역의 국가들만 참가했다. 이 대회에서 우루과이는 조별리그에서 페루를 1-0, 루마니아를 4-0으로 승리하며 전승을 달성하고 준결승에 올랐으며 준결승에서도 유고슬라비아를 6-1로 완파하고 결승에 진출했다. 결승 상대인 아르헨티나와는 서로 자국의 공인구를 사용하겠다고 다투었고 결국 제비뽑기로 전반전은 아르헨티나게 축구공을, 후반전에는 우루과이제 축구공을 사용하여 경기를 진행하게 되었다. 우루과이는 전반전을 1-2로 끝냈으나 후반전에서 카스트로, 세아, 이리아르테의 삼각편대를 가동시키면서 아르헨티나를 일방적으로 밀어붙이며 결국 4-2로 승리하고 첫 월드컵의 우승을 달성했다.(1930 FlFA 월드컵)

### 중흥기
이후 우루과이는 자국에서 개최한 월드컵에 유럽 대륙에서 집단으로 참가를 거부한 것에 대한 불만의 표시로 1934년 FIFA 월드컵과 1938년 FIFA 월드컵에서 불참했는데 이 두 월드컵은 이탈리아가 온갖 논란 속에 우승을 차지한 대회들이였다. 이 후 제2차 세계대전의 발발로 월드컵은 개최되지 못하고 있다가 1950년에 인접국인 브라질에서 월드컵을 개최하게 되었다.(우루과이의 두번째 월드컵 개최 실패)
브라질 월드컵을 1년 앞두고 1949년 남미 축구 선수권 대회가 브라질에서 열렸다. 축구 열기가 없었던 베네수엘라, 에콰도르 그리고 브라질과 사이가 험악했던 아르헨티나를 제외한 모든 팀이 참가한 이 대회에서 우루과이는 8개국 중 6위라는 초라한 성적을 받고 말았다. 2승 1무 4패라는 성적으로 골득실까지 마이너스를 기록했으며 남미 대회 최다 우승국이었던 우루과이의 체면은 말이 아니었다. 하지만 브라질은 10 - 1, 9 - 1, 7 - 0, 5 - 1 등등 가공할 대승을 여러 차례 거두며 우승을 차지, 1년 뒤 월드컵에서의 기대감을 더욱 높이고 있었다.
이에 우루과이는 20년 만에 월드컵에 출전했다. 그런데 우루과이는 조별리그부터 문제가 많았다. 우루과이가 편성된 조에서는 볼리비아, 스코틀랜드, 터키가 먼저 배정되었으나 스코틀랜드와 터키가 기권했다. 이에 FIFA는 부랴부랴 프랑스를 초청해서 그 조에 편성했으나 역시 프랑스마저 기권하는 바람에 그 조의 조별리그 경기는 우루과이 대 볼리비아전이 유일했다. 이 경기에서 우루과이는 오스카 미구에스의 해트트릭을 비롯하여 8-0으로 볼리비아를 상대로 대승을 거뒀으며 조별리그 3경기에서 원래 넣어야 할 골을 한경기만에 다 때려넣고 결승리그에 진출했다.
결승리그에는 우루과이, 브라질, 스페인, 스웨덴이 진출했는데 사실 이 월드컵의 개최국인 브라질은 처음부터 우승을 노리던 팀은 아니였다. 하지만 브라질이 도저히 이길 것 같지 않았던 아르헨티나가 모종의 사유로 기권하고 이탈리아가 수페르가의 비극을 끝내 극복하지 못하고 스웨덴에게 패하고 탈락한 데다가 잉글랜드 마저 미국과 스페인에게 연달아 패하고 탈락했으므로 브라질은 점점 우승을 노리기 시작했다. 거기다 뚜껑을 열어보니 우루과이가 스페인과는 간신히 비기고 스웨덴을 상대로는 1-2로 뒤지고 있다가 3-2로 간신히 역전승을 거둔 반면 브라질은 스웨덴을 7-1, 스페인을 6-1로 각각 대승을 거두었다. 결국 마지막 남은 결승전은 무승부가 되어도 브라질의 우승이였다.  브라질은 최종전 결과와 상관없이 우승이 확정되었다는 내용의 신문 기사를 미리 내보냈고, 이로 인해 우루과이 선수들이 크게 분노했다. 특히 알시데스 기지아는 그 기사가 실린 신문에 대놓고 소변을 보면서 선수들을 독려하며 우루과이의 분노를 보여주자며 외쳤다. 경기가 시작되자 브라질은 우루과이에게 선제골을 넣었다. 하지만 승리의 기쁨에 도취되어서인지 브라질 선수들의 움직임은 뭔가 이상했고 그것을 노린 우루과이 선수들은 맹공을 퍼부은 끝에 후안 알베르토 스키아피노와 알시데스 기지아의 연속 골로 결국 역전승을 거두었다. 이로 인하여 경기장의 분위기는 바로 을씨년스러워졌고, 이에 기겁한 우루과이 선수들은 시상식만 끝내고 조국으로 도망쳤다.

### 아직은 강호
이후 1954년 FIFA 월드컵에 출전하여 당대의 강호 체코슬로바키아를 2 - 0으로 이기고 스코틀랜드를 7-0으로 대파하는 등 승승장구한 끝에 8강에 진출했으며 8강에서도 잉글랜드를 4-2로 완파했다. 하지만 준결승에서 당대 최강이였던 헝가리를 상대로 연장 혈투끝에 분패했다. 그리고 3위 결정전에서 오스트리아를 상대로마저 져서 4위를 기록했다.
이후 1958년 FIFA 월드컵에서 지역예선 탈락했고 1962년 FIFA 월드컵에서 본선에 진출했으나 소련과 유고슬라비아에 밀려 1라운드 탈락했다. 이후 1966년 FIFA 월드컵에서는 이 대회 우승팀인 이 대회 우승팀인 잉글랜드와 무승부를 기록한 끝에 8강에 진출했으나 8강에서 서독에 밀려 준결승 진출이 좌절되었다.(0:4로 완패당해 힐즈버러의 비극을 남겼다. 이후 44년 후에도 아르헨티나가 8강에서 마찬가지이다.)
이렇게 당대의 우루과이 치고는 부진한 성적을 거두다가 1967년 남미 축구 선수권 대회를 우승하면서 다시 기세가 살아나기 시작한다. 대륙 최강의 타이틀을 가져온 후 1970년 FIFA 월드컵에 참가했는데, 조별리그에서 하필 이탈리아를 만났다. 이탈리아도 바로 전 대륙컵인 UEFA 유로 1968 우승국이었고 월드컵 2회 우승을 했던 나라였는데, 당시 월드컵 최초 3회 우승국에게 줄리메컵을 영원히 안기는 제도 때문에 브라질, 이탈리아, 우루과이 세 나라가 이를 놓고 치열하게 경쟁하는 판도였다. 거기에 12년 전 월드컵 개최국이자 준우승국 스웨덴도 있었고, 셋엔 못 미치지만 그래도 아시아 최강이었던 이스라엘까지 있는 죽음의 조였다.
여기서 이스라엘을 2 - 0으로 잡고 이탈리아와 비기며 일찍 8강 자리를 사수하였다. 8강에서 당대의 강호 소련을 이기고 준결승에 올랐지만 준결승에서는 20년 전 마라카낭의 비극으로 이를 바득바득 갈던, 당대의 축구영웅인 펠레가 맹활약하는 브라질을 만났다. 브라질의 모든 선수와 국민들은 20년 전의 악몽을 갚으려 눈에 불을 키고 있었고, 심지어 펠레조차 우승을 못 해도 좋으니 원수 우루과이만은 꼭 이기자고 다짐할 정도였다. 게다가 이 때 브라질은 지역 예선을 포함해 10연승을 달리던 역대 최강팀이었기에, 도저히 감당하지 못하고 브라질에게 1 - 3로 패해 3위 결정전에 갔다. 3위 결정전에서도 서독에게 패하고 4위를 차지했다.

### 암흑기
1970년 FIFA 월드컵이 끝난 이후의 우루과이 축구 국가대표팀은 장장 40년에 달하는 긴 세월동안 축구약체로 전락하고 말았다. 심지어는 1978년 FIFA 월드컵, 1982년 FIFA 월드컵, 1994년 FIFA 월드컵, 1998년 FIFA 월드컵, 2006년 FIFA 월드컵에서는 지역예선조차 통과하지 못했다. 이 기간 동안 우루과이는 왕년의 강호로만 기억될 뿐 팀 분류상 약체로 분류되었으며 우루과이의 국민들조차도 옛날의 추억만 되새길 뿐 자국 국가대표 축구팀의 실력에 그렇게 큰 기대를 걸지 않았을 정도였다.
그러나 이 기간에도 1986년 FIFA 월드컵과 1990년 FIFA 월드컵에서 연속 16강에 진출했으며(다만 1986년에는 서독, 스코틀랜드와 비기고 덴마크에 1 - 6으로 패했음에도 조 3위 경합으로 16강에 진출한 것. 1990년에도 대한민국을 상대로 오프사이드 오심 골로 1 - 0으로 승리했을 뿐 1승 1무 1패에 겨우 3득점만 얻었다.) 1983년 코파 아메리카, 1987년 코파 아메리카 2연패에 1989년 코파 아메리카, 1999년 코파 아메리카 준우승을 하는 등 나름대로 남미 안에선 강한 모습을 보였다. 워낙 이전의 성적이 좋았기 때문에 상대적으로 암흑기였을 뿐 실력 자체는 꾸준히 중상위급 수준을 유지하고 있었다.

### 재중흥기
오랜 침체 끝에 드디어 우루과이에도 기회가 찾아왔다. 2010년 FIFA 월드컵 남아메리카 지역 예선에서 다른 팀들에게 밀리지 않는 승부를 벌였으나 하필이면 축구 감독으로서는 무능하기로 악명높은 디에고 마라도나가 감독이었기 때문에 다른 팀들이 돌려가며 이기는 아르헨티나를 상대로 홈과 원정에서 모두 패하는 바람에 지역예선 탈락의 위기에 몰렸다. 이 상황에서 칠레가 에콰도르에게 패하면 우루과이는 최종순위 6등으로 그냥 탈락이였다. 하지만 천만 다행히도 칠레가 에콰도르를 이겼고, 이 덕에 대륙간 플레이오프로 진출했다. 이후 대륙간 플레이오프로 코스타리카를 누르고 본선에 올랐다.
본선 조별리그에서는 자신들과 똑같은 처지로 한때는 강자였으나 쇠락한 프랑스와 비기고 나머지 두 팀인 멕시코와 개최국 남아프리카공화국을 연파하고 16강에 안착했다. 16강에서는 대한민국과 매우 힘겨운 대결 끝에 간신히 8강에 진출했는데 실제로도 이 경기를 뛰었던 디에고 포를란은 2010년 월드컵에서 맞붙은 상대 중에서 대한민국이 제일 어려운 상대였다고 회고했다. 8강에서는 가나를 상대로 연장 후반에 실점할 위기에 몰렸으나 루이스 알베르토 수아레스가 손으로 슈팅을 쳐내서 퇴장당했고 곧바로 페널티킥으로 이어졌다. 아사모아 기안이 찬 페널티킥이 골대 윗쪽을 맞고 경기장 밖으로 나가면서 양 팀은 승부차기에 돌입하게 되었으며 이 승부차기에서 이겨서 우루과이는 장장 40년 만에 준결승에 진출했다. 하지만 준결승 이후에 만나는 팀들이 다 그렇듯 엄청나게 어려웠다. 결국 준결승에서 네덜란드와 3위 결정전에서 독일에게 각각 2 - 3으로 패하고 4위를 차지했다.
이후 2011년 코파 아메리카에서 우승함으로 인하여 우루과이는 FIFA 랭킹 2위까지 치솟은 적도 있었으며 결국 2014년 FIFA 월드컵에서는 이탈리아, 네덜란드 같은 쟁쟁한 팀들을 제치고 톱시드가 되는 위업을 달성했다. 하지만 그게 오히려 독이 되었고 우루과이가 톱시드가 된 조에 이탈리아, 잉글랜드, 코스타리카가 편성되어 1982년 FIFA 월드컵 2라운드의 브라질, 아르헨티나, 이탈리아로 구성된 역대 최악의 죽음의 조 이후 최악의 죽음의 조가 되었다. 조에 편성된 4팀 중에서 3팀이나 월드컵 우승 유경험팀이였으니 엄청난 죽음의 조였던 것이다. 하지만 조편성이 이런데도 불구하고 경기내용들은 이상하게 흘러갔다. 이 조에서 1위와 2위가 각각 예상되었던 이탈리아와 우루과이가 연달아 코스타리카에게 0-1,1-3으로 패하면서 이변의 희생양이 되었다. 그리고 이 두 팀 모두 잉글랜드를 이기는 바람에 잉글랜드가 2014년 FIFA 월드컵 본선 진출국 32개 팀 중에서 스페인과 나란히 제일 먼저 조별리그 탈락을 확정지었다. 그리고 이탈리아와 맞붙게 된 조별리그 마지막 경기에서는 비겨도 골 득실차로 탈락할 위기에 몰린 우루과이가 오히려 선전하며 이탈리아를 이기고 16강에 진출했다. 하지만 우루과이의 스트라이커인 루이스 알베르토 수아레스가 이탈리아의 수비수인 조르조 키엘리니의 어깨를 깨무는 사고를 저지르는 바람에 결승전까지 출전금지 조치를 당했고 이 때문에 전력이 크게 약화된 우루과이는 16강에서 만난 콜롬비아에게 0-2로 패하면서 8강 진출이 좌절되었다.
2018년 FIFA 월드컵 남미 지역 예선에서는 18경기에서 9승 4무 5패로 브라질에 이어 2위로 본선에 합류해 본선 A조 3차전에서 개최국 러시아를 3-0으로 꺾고 조 A조 1위로 16강에 진출했고 16강에서 크리스티아누 호날두가 이끄는 포르투갈을 2-1로 꺾고 8강까지 올랐으나 8강에서 프랑스에게 0-2로 패배하면서 준결승 진출에 실패했다.

### 최악의 순간으로 기록될2022년 FIFA 월드컵
2022년 FIFA 월드컵에서 포르투갈, 가나, 대한민국과 함께 H조에 편성되었으나 첫 경기인 대한민국과의 경기에서는 C조에서 조 최약체인 사우디아라비아가 조 최강이자 1 포트인 아르헨티나를 격파하고 E조에서도 아시아의 일본이 2포트이긴 하지만 2014년 월드컵의 우승국인 독일을 격파하는 등 아시아가 선전하자 이에 지레 겁 먹고 지나치게 소극적인 경기운영으로 인해 득점없이 무승부를 거두었으며, 2차전인 포르투갈과의 경기는 페널티킥 허용 등 0-2로 패하였다. 16강 진출팀이 결정되는 최종전인 가나와의 경기는 히오르히안 데 아라스카에타의 멀티골을 앞세워 정규시간 90분까지 조 2위를 하고 있었으나, 후반 추가시간에 대한민국의 황희찬이 포르투갈과 경기에서 역전골을 터뜨리며 다득점에서 조 3위로 밀리게 된다. 앞서 대한민국 - 포르투갈의 경기는 2-1로 대한민국의 승리로 끝났고, 가나와 우루과이의 경기는 추가시간에 돌입하게 되었다. 우루과이는 세번째 골을 넣을 경우 골득실에서 앞서 진출하는 상황이었으나, 필요한 한 골을 끝내 넣지 못하면서 가나와 함께 조별리그에서 탈락한다. 이로써 우루과이는 지역예선에서 탈락한 2006년 FIFA 월드컵 이후 16년 만에 16강에 진출하지 못하는 수모를 당하였다. 이 여파로 일부 선수들이 심판을 향한 욕설과 거친 항의, VAR 모니터 가격으로 인해 징계를 받게 된다.

## 국제대회 기록

### FIFA 월드컵
| FIFA 월드컵 본선 기록   | FIFA 월드컵 본선 기록       | FIFA 월드컵 본선 기록       | FIFA 월드컵 본선 기록       | FIFA 월드컵 본선 기록       | FIFA 월드컵 본선 기록       | FIFA 월드컵 본선 기록       | FIFA 월드컵 본선 기록       | FIFA 월드컵 본선 기록       | FIFA 월드컵 본선 기록       | FIFA 월드컵 예선 기록                   | FIFA 월드컵 예선 기록                   | FIFA 월드컵 예선 기록                   | FIFA 월드컵 예선 기록                   | FIFA 월드컵 예선 기록                   | FIFA 월드컵 예선 기록                   | FIFA 월드컵 예선 기록                   | FIFA 월드컵 예선 기록                   |                                         |
| 년도                    | 결과                        | 순위                        | 경기                        | 승                          | 무*                         | 패                          | 득점                        | 실점                        | 승점                        | 순위                                    | 경기                                    | 승                                      | 무*                                     | 패                                      | 득점                                    | 실점                                    | 승점                                    |                                         |
| ----------------------- | --------------------------- | --------------------------- | --------------------------- | --------------------------- | --------------------------- | --------------------------- | --------------------------- | --------------------------- | --------------------------- | --------------------------------------- | --------------------------------------- | --------------------------------------- | --------------------------------------- | --------------------------------------- | --------------------------------------- | --------------------------------------- | --------------------------------------- | --------------------------------------- |
| 1930년                  | 우승                        | 1위                         | 4                           | 4                           | 0                           | 0                           | 15                          | 3                           | 12                          | 자동참가(개최국)                        | 자동참가(개최국)                        | 자동참가(개최국)                        | 자동참가(개최국)                        | 자동참가(개최국)                        | 자동참가(개최국)                        | 자동참가(개최국)                        | 자동참가(개최국)                        |                                         |
| 1934년                  | 불참                        | 불참                        | 불참                        | 불참                        | 불참                        | 불참                        | 불참                        | 불참                        | 불참                        | 불참                                    | 불참                                    | 불참                                    | 불참                                    | 불참                                    | 불참                                    | 불참                                    | 불참                                    |                                         |
| 1938년                  | 불참                        | 불참                        | 불참                        | 불참                        | 불참                        | 불참                        | 불참                        | 불참                        | 불참                        | 불참                                    | 불참                                    | 불참                                    | 불참                                    | 불참                                    | 불참                                    | 불참                                    | 불참                                    |                                         |
| 1950년                  | 우승                        | 1위                         | 4                           | 3                           | 1                           | 0                           | 15                          | 5                           | 10                          | 자동참가(페루, 에콰도르 기권)           | 자동참가(페루, 에콰도르 기권)           | 자동참가(페루, 에콰도르 기권)           | 자동참가(페루, 에콰도르 기권)           | 자동참가(페루, 에콰도르 기권)           | 자동참가(페루, 에콰도르 기권)           | 자동참가(페루, 에콰도르 기권)           | 자동참가(페루, 에콰도르 기권)           |                                         |
| 1954년                  | 준결승                      | 4위                         | 5                           | 3                           | 0                           | 2                           | 16                          | 9                           | 9                           | 자동참가(전 대회 우승국)                | 자동참가(전 대회 우승국)                | 자동참가(전 대회 우승국)                | 자동참가(전 대회 우승국)                | 자동참가(전 대회 우승국)                | 자동참가(전 대회 우승국)                | 자동참가(전 대회 우승국)                | 자동참가(전 대회 우승국)                |                                         |
| 1958년                  | 예선 탈락                   | 예선 탈락                   | 예선 탈락                   | 예선 탈락                   | 예선 탈락                   | 예선 탈락                   | 예선 탈락                   | 예선 탈락                   | 예선 탈락                   | 3조 2위                                 | 4                                       | 2                                       | 1                                       | 1                                       | 4                                       | 6                                       | 7                                       |                                         |
| 1962년                  | 조별리그                    | 13위                        | 3                           | 1                           | 0                           | 2                           | 4                           | 6                           | 3                           | 2그룹 승리                              | 2                                       | 1                                       | 1                                       | 0                                       | 3                                       | 2                                       | 4                                       |                                         |
| 1966년                  | 8강                         | 7위                         | 4                           | 1                           | 2                           | 1                           | 2                           | 5                           | 5                           | 1조 1위                                 | 4                                       | 4                                       | 0                                       | 0                                       | 11                                      | 2                                       | 12                                      |                                         |
| 1970년                  | 준결승                      | 4위                         | 6                           | 2                           | 1                           | 3                           | 4                           | 5                           | 7                           | 3조 1위                                 | 4                                       | 3                                       | 1                                       | 0                                       | 5                                       | 0                                       | 10                                      |                                         |
| 1974년                  | 조별리그                    | 13위                        | 3                           | 0                           | 1                           | 2                           | 1                           | 6                           | 1                           | 1조 1위                                 | 4                                       | 2                                       | 1                                       | 1                                       | 6                                       | 2                                       | 7                                       |                                         |
| 1978년                  | 예선 탈락                   | 예선 탈락                   | 예선 탈락                   | 예선 탈락                   | 예선 탈락                   | 예선 탈락                   | 예선 탈락                   | 예선 탈락                   | 예선 탈락                   | 2조 2위                                 | 4                                       | 1                                       | 2                                       | 1                                       | 5                                       | 4                                       | 5                                       |                                         |
| 1982년                  | 예선 탈락                   | 예선 탈락                   | 예선 탈락                   | 예선 탈락                   | 예선 탈락                   | 예선 탈락                   | 예선 탈락                   | 예선 탈락                   | 예선 탈락                   | 3조 2위                                 | 4                                       | 1                                       | 2                                       | 1                                       | 5                                       | 5                                       | 5                                       |                                         |
| 1986년                  | 16강                        | 16위                        | 4                           | 0                           | 2                           | 2                           | 2                           | 8                           | 2                           | 2조 1위                                 | 4                                       | 3                                       | 0                                       | 1                                       | 6                                       | 4                                       | 9                                       |                                         |
| 1990년                  | 16강                        | 16위                        | 4                           | 1                           | 1                           | 2                           | 2                           | 5                           | 4                           | 1조 1위                                 | 4                                       | 3                                       | 0                                       | 1                                       | 7                                       | 2                                       | 9                                       |                                         |
| 1994년                  | 예선 탈락                   | 예선 탈락                   | 예선 탈락                   | 예선 탈락                   | 예선 탈락                   | 예선 탈락                   | 예선 탈락                   | 예선 탈락                   | 예선 탈락                   | 2조 3위                                 | 8                                       | 4                                       | 2                                       | 2                                       | 10                                      | 7                                       | 14                                      |                                         |
| 1998년                  | 예선 탈락                   | 예선 탈락                   | 예선 탈락                   | 예선 탈락                   | 예선 탈락                   | 예선 탈락                   | 예선 탈락                   | 예선 탈락                   | 예선 탈락                   | 7위                                     | 16                                      | 6                                       | 3                                       | 7                                       | 18                                      | 21                                      | 21                                      |                                         |
| 2002년                  | 조별리그                    | 26위                        | 3                           | 0                           | 2                           | 1                           | 4                           | 5                           | 2                           | 5위                                     | 20                                      | 8                                       | 6                                       | 6                                       | 22                                      | 14                                      | 30                                      |                                         |
| 2006년                  | 예선 탈락                   | 예선 탈락                   | 예선 탈락                   | 예선 탈락                   | 예선 탈락                   | 예선 탈락                   | 예선 탈락                   | 예선 탈락                   | 예선 탈락                   | 5위                                     | 20                                      | 7                                       | 7                                       | 6                                       | 24                                      | 29                                      | 28                                      |                                         |
| 2010년                  | 준결승                      | 4위                         | 7                           | 3                           | 2                           | 2                           | 11                          | 8                           | 11                          | 5위                                     | 20                                      | 7                                       | 7                                       | 6                                       | 30                                      | 21                                      | 28                                      |                                         |
| 2014년                  | 16강                        | 12위                        | 4                           | 2                           | 0                           | 2                           | 4                           | 6                           | 6                           | 5위                                     | 18                                      | 8                                       | 5                                       | 5                                       | 30                                      | 25                                      | 29                                      |                                         |
| 2018년                  | 8강                         | 5위                         | 5                           | 4                           | 0                           | 1                           | 7                           | 3                           | 12                          | 2위                                     | 18                                      | 9                                       | 4                                       | 5                                       | 32                                      | 20                                      | 31                                      |                                         |
| 2022년                  | 조별리그                    | 20위                        | 3                           | 1                           | 1                           | 1                           | 2                           | 2                           | 4                           | 3위                                     | 18                                      | 8                                       | 4                                       | 6                                       | 22                                      | 22                                      | 28                                      |                                         |
| 2026년                  | 미정                        | 미정                        | 미정                        | 미정                        | 미정                        | 미정                        | 미정                        | 미정                        | 미정                        | 진행중                                  | 진행중                                  | 진행중                                  | 진행중                                  | 진행중                                  | 진행중                                  | 진행중                                  | 진행중                                  |                                         |
| 월드컵 100주년() 2030년 | 자동 본선 진출              | 자동 본선 진출              | 자동 본선 진출              | 자동 본선 진출              | 자동 본선 진출              | 자동 본선 진출              | 자동 본선 진출              | 자동 본선 진출              | 자동 본선 진출              | 자동참가(개최국)                        | 자동참가(개최국)                        | 자동참가(개최국)                        | 자동참가(개최국)                        | 자동참가(개최국)                        | 자동참가(개최국)                        | 자동참가(개최국)                        | 자동참가(개최국)                        |                                         |
| 합계                    | 14회 진출(14/22)            | 우승(2회)                   | 59                          | 25                          | 13                          | 21                          | 89                          | 76                          | 88                          | 합계                                    | 172                                     | 77                                      | 46                                      | 49                                      | 240                                     | 186                                     | 277                                     |                                         |
| 순위                    | FIFA 월드컵 역대 순위 : 9위 | FIFA 월드컵 역대 순위 : 9위 | FIFA 월드컵 역대 순위 : 9위 | FIFA 월드컵 역대 순위 : 9위 | FIFA 월드컵 역대 순위 : 9위 | FIFA 월드컵 역대 순위 : 9위 | FIFA 월드컵 역대 순위 : 9위 | FIFA 월드컵 역대 순위 : 9위 | FIFA 월드컵 역대 순위 : 9위 | 월드컵 예선 승점 순위 : 16위 (남미 2위) | 월드컵 예선 승점 순위 : 16위 (남미 2위) | 월드컵 예선 승점 순위 : 16위 (남미 2위) | 월드컵 예선 승점 순위 : 16위 (남미 2위) | 월드컵 예선 승점 순위 : 16위 (남미 2위) | 월드컵 예선 승점 순위 : 16위 (남미 2위) | 월드컵 예선 승점 순위 : 16위 (남미 2위) | 월드컵 예선 승점 순위 : 16위 (남미 2위) | 월드컵 예선 승점 순위 : 16위 (남미 2위) |

자세한 사항은 우루과이의 FIFA 월드컵 성적 항목 참조.

### CONMEBOL코파 아메리카
| CONMEBOL 코파 아메리카 기록 | CONMEBOL 코파 아메리카 기록       | CONMEBOL 코파 아메리카 기록       | CONMEBOL 코파 아메리카 기록       | CONMEBOL 코파 아메리카 기록       | CONMEBOL 코파 아메리카 기록       | CONMEBOL 코파 아메리카 기록       | CONMEBOL 코파 아메리카 기록       | CONMEBOL 코파 아메리카 기록       | CONMEBOL 코파 아메리카 기록       |
| 년도                        | 결과                              | 순위                              | 경기                              | 승                                | 무*                               | 패                                | 득점                              | 실점                              | 승점                              |
| 남미 축구 선수권 대회       | 남미 축구 선수권 대회             | 남미 축구 선수권 대회             | 남미 축구 선수권 대회             | 남미 축구 선수권 대회             | 남미 축구 선수권 대회             | 남미 축구 선수권 대회             | 남미 축구 선수권 대회             | 남미 축구 선수권 대회             | 남미 축구 선수권 대회             |
| --------------------------- | --------------------------------- | --------------------------------- | --------------------------------- | --------------------------------- | --------------------------------- | --------------------------------- | --------------------------------- | --------------------------------- | --------------------------------- |
| 1916년                      | 결선리그                          | 우승                              | 3                                 | 2                                 | 1                                 | 0                                 | 6                                 | 1                                 | 7                                 |
| 1917년                      | 결선리그                          | 우승                              | 3                                 | 3                                 | 0                                 | 0                                 | 9                                 | 0                                 | 9                                 |
| 1919년                      | 결선리그                          | 2위                               | 4                                 | 2                                 | 1                                 | 1                                 | 7                                 | 5                                 | 7                                 |
| 1920년                      | 결선리그                          | 우승                              | 3                                 | 2                                 | 1                                 | 0                                 | 9                                 | 2                                 | 7                                 |
| 1921년                      | 결선리그                          | 3위                               | 3                                 | 1                                 | 0                                 | 2                                 | 3                                 | 4                                 | 3                                 |
| 1922년                      | 결선리그                          | 3위                               | 4                                 | 2                                 | 1                                 | 1                                 | 3                                 | 1                                 | 7                                 |
| 1923년                      | 결선리그                          | 우승                              | 3                                 | 3                                 | 0                                 | 0                                 | 6                                 | 1                                 | 9                                 |
| 1924년                      | 결선리그                          | 우승                              | 3                                 | 2                                 | 1                                 | 0                                 | 8                                 | 1                                 | 7                                 |
| 1925년                      | 기권                              | 기권                              | 기권                              | 기권                              | 기권                              | 기권                              | 기권                              | 기권                              | 기권                              |
| 1926년                      | 결선리그                          | 우승                              | 4                                 | 4                                 | 0                                 | 0                                 | 17                                | 2                                 | 12                                |
| 1927년                      | 결선리그                          | 2위                               | 3                                 | 2                                 | 0                                 | 1                                 | 15                                | 3                                 | 6                                 |
| 1929년                      | 결선리그                          | 3위                               | 3                                 | 1                                 | 0                                 | 2                                 | 4                                 | 6                                 | 3                                 |
| 1935년                      | 결선리그                          | 우승                              | 3                                 | 3                                 | 0                                 | 0                                 | 6                                 | 1                                 | 9                                 |
| 1937년                      | 결선리그                          | 3위                               | 5                                 | 2                                 | 0                                 | 3                                 | 11                                | 14                                | 6                                 |
| 1939년                      | 결선리그                          | 준우승                            | 4                                 | 3                                 | 0                                 | 1                                 | 13                                | 5                                 | 9                                 |
| 1941년                      | 결선리그                          | 준우승                            | 4                                 | 3                                 | 0                                 | 1                                 | 10                                | 1                                 | 9                                 |
| 1942년                      | 결선리그                          | 우승                              | 6                                 | 6                                 | 0                                 | 0                                 | 21                                | 2                                 | 18                                |
| 1945년                      | 결선리그                          | 4위                               | 6                                 | 3                                 | 0                                 | 3                                 | 14                                | 6                                 | 9                                 |
| 1946년                      | 결선리그                          | 4위                               | 5                                 | 2                                 | 0                                 | 3                                 | 11                                | 9                                 | 6                                 |
| 1947년                      | 결선리그                          | 3위                               | 7                                 | 5                                 | 0                                 | 2                                 | 21                                | 8                                 | 15                                |
| 1949년                      | 결선리그                          | 6위                               | 7                                 | 2                                 | 1                                 | 4                                 | 14                                | 20                                | 7                                 |
| 1953년                      | 결선리그                          | 3위                               | 6                                 | 3                                 | 1                                 | 2                                 | 15                                | 6                                 | 10                                |
| 1955년                      | 결선리그                          | 4위                               | 5                                 | 2                                 | 1                                 | 2                                 | 12                                | 12                                | 7                                 |
| 1956년                      | 결선리그                          | 우승                              | 5                                 | 4                                 | 1                                 | 0                                 | 9                                 | 3                                 | 13                                |
| 1957년                      | 결선리그                          | 3위                               | 6                                 | 4                                 | 0                                 | 2                                 | 15                                | 12                                | 12                                |
| 1959년                      | 결선리그                          | 6위                               | 6                                 | 2                                 | 0                                 | 4                                 | 15                                | 14                                | 6                                 |
| 1959년                      | 결선리그                          | 우승                              | 4                                 | 3                                 | 1                                 | 0                                 | 13                                | 1                                 | 10                                |
| 1963년                      | 기권                              | 기권                              | 기권                              | 기권                              | 기권                              | 기권                              | 기권                              | 기권                              | 기권                              |
| 1967년                      | 결선리그                          | 우승                              | 5                                 | 4                                 | 1                                 | 0                                 | 13                                | 2                                 | 13                                |
| CONMEBOL 코파 아메리카      |                                   |                                   |                                   |                                   |                                   |                                   |                                   |                                   |                                   |
| 1975년                      | 준결승                            | 4위                               | 2                                 | 1                                 | 0                                 | 1                                 | 1                                 | 3                                 | 3                                 |
| 1979년                      | 예선탈락                          | 6위                               | 4                                 | 1                                 | 2                                 | 1                                 | 5                                 | 5                                 | 5                                 |
| 1983년                      | 우승                              | 1위                               | 8                                 | 5                                 | 2                                 | 1                                 | 12                                | 6                                 | 17                                |
| 1987년                      | 우승                              | 1위                               | 2                                 | 2                                 | 0                                 | 0                                 | 2                                 | 0                                 | 6                                 |
| 1989년                      | 준우승                            | 2위                               | 7                                 | 4                                 | 0                                 | 3                                 | 11                                | 3                                 | 12                                |
| 1991년                      | 예선탈락                          | 5위                               | 4                                 | 1                                 | 3                                 | 0                                 | 4                                 | 3                                 | 6                                 |
| 1993년                      | 8강                               | 6위                               | 4                                 | 1                                 | 2                                 | 1                                 | 5                                 | 5                                 | 5                                 |
| 1995년                      | 우승                              | 1위                               | 6                                 | 4                                 | 2                                 | 0                                 | 11                                | 4                                 | 14                                |
| 1997년                      | 예선탈락                          | 9위                               | 3                                 | 1                                 | 0                                 | 2                                 | 2                                 | 2                                 | 3                                 |
| 1999년                      | 준우승                            | 2위                               | 6                                 | 1                                 | 2                                 | 3                                 | 4                                 | 9                                 | 5                                 |
| 2001년                      | 준결승                            | 4위                               | 6                                 | 2                                 | 2                                 | 2                                 | 7                                 | 7                                 | 8                                 |
| 2004년                      | 준결승                            | 3위                               | 6                                 | 3                                 | 2                                 | 1                                 | 12                                | 10                                | 11                                |
| 2007년                      | 준결승                            | 4위                               | 6                                 | 2                                 | 2                                 | 2                                 | 8                                 | 9                                 | 8                                 |
| 2011년                      | 우승                              | 1위                               | 6                                 | 3                                 | 3                                 | 0                                 | 9                                 | 3                                 | 12                                |
| 2015년                      | 8강                               | 7위                               | 4                                 | 1                                 | 1                                 | 2                                 | 2                                 | 3                                 | 4                                 |
| 2016년                      | 예선탈락                          | 11위                              | 3                                 | 1                                 | 0                                 | 2                                 | 4                                 | 4                                 | 3                                 |
| 2019년                      | 8강                               | 6위                               | 4                                 | 2                                 | 2                                 | 0                                 | 7                                 | 2                                 | 8                                 |
| 2021년                      | 8강                               | 5위                               | 5                                 | 2                                 | 2                                 | 1                                 | 4                                 | 2                                 | 8                                 |
| 2024년                      | 준결승                            | 3위                               | 6                                 | 3                                 | 2                                 | 1                                 | 11                                | 4                                 | 11                                |
| 합계                        | 46회 진출(46/48)                  | 우승(15회)                        | 212                               | 115                               | 40                                | 57                                | 421                               | 226                               | 385                               |
| 순위                        | CONMEBOL 코파 아메리카 순위 : 2위 | CONMEBOL 코파 아메리카 순위 : 2위 | CONMEBOL 코파 아메리카 순위 : 2위 | CONMEBOL 코파 아메리카 순위 : 2위 | CONMEBOL 코파 아메리카 순위 : 2위 | CONMEBOL 코파 아메리카 순위 : 2위 | CONMEBOL 코파 아메리카 순위 : 2위 | CONMEBOL 코파 아메리카 순위 : 2위 | CONMEBOL 코파 아메리카 순위 : 2위 |

### FIFA 컨페더레이션스컵
| FIFA 컨페더레이션스컵 기록 | FIFA 컨페더레이션스컵 기록            | FIFA 컨페더레이션스컵 기록            | FIFA 컨페더레이션스컵 기록            | FIFA 컨페더레이션스컵 기록            | FIFA 컨페더레이션스컵 기록            | FIFA 컨페더레이션스컵 기록            | FIFA 컨페더레이션스컵 기록            | FIFA 컨페더레이션스컵 기록            | FIFA 컨페더레이션스컵 기록            |
| 년도                       | 결과                                  | 순위                                  | 경기                                  | 승                                    | 무*                                   | 패                                    | 득점                                  | 실점                                  | 승점                                  |
| -------------------------- | ------------------------------------- | ------------------------------------- | ------------------------------------- | ------------------------------------- | ------------------------------------- | ------------------------------------- | ------------------------------------- | ------------------------------------- | ------------------------------------- |
| 1992년                     | 진출 실패                             | 진출 실패                             | 진출 실패                             | 진출 실패                             | 진출 실패                             | 진출 실패                             | 진출 실패                             | 진출 실패                             | 진출 실패                             |
| 1995년                     | 진출 실패                             | 진출 실패                             | 진출 실패                             | 진출 실패                             | 진출 실패                             | 진출 실패                             | 진출 실패                             | 진출 실패                             | 진출 실패                             |
| 1997년                     | 준결승                                | 4위                                   | 5                                     | 3                                     | 0                                     | 2                                     | 8                                     | 6                                     | 9                                     |
| 1999년                     | 진출 실패                             | 진출 실패                             | 진출 실패                             | 진출 실패                             | 진출 실패                             | 진출 실패                             | 진출 실패                             | 진출 실패                             | 진출 실패                             |
| 2001년                     | 진출 실패                             | 진출 실패                             | 진출 실패                             | 진출 실패                             | 진출 실패                             | 진출 실패                             | 진출 실패                             | 진출 실패                             | 진출 실패                             |
| 2003년                     | 진출 실패                             | 진출 실패                             | 진출 실패                             | 진출 실패                             | 진출 실패                             | 진출 실패                             | 진출 실패                             | 진출 실패                             | 진출 실패                             |
| 2005년                     | 진출 실패                             | 진출 실패                             | 진출 실패                             | 진출 실패                             | 진출 실패                             | 진출 실패                             | 진출 실패                             | 진출 실패                             | 진출 실패                             |
| 2009년                     | 진출 실패                             | 진출 실패                             | 진출 실패                             | 진출 실패                             | 진출 실패                             | 진출 실패                             | 진출 실패                             | 진출 실패                             | 진출 실패                             |
| 2013년                     | 준결승                                | 4위                                   | 5                                     | 2                                     | 1                                     | 2                                     | 14                                    | 7                                     | 7                                     |
| 2017년                     | 진출 실패                             | 진출 실패                             | 진출 실패                             | 진출 실패                             | 진출 실패                             | 진출 실패                             | 진출 실패                             | 진출 실패                             | 진출 실패                             |
| 합계                       | 2회 진출(2/10)                        | 준결승(4위 2회)                       | 10                                    | 5                                     | 1                                     | 4                                     | 22                                    | 13                                    | 16                                    |
| 순위                       | FIFA 컨페더레이션스컵 역대 순위: 10위 | FIFA 컨페더레이션스컵 역대 순위: 10위 | FIFA 컨페더레이션스컵 역대 순위: 10위 | FIFA 컨페더레이션스컵 역대 순위: 10위 | FIFA 컨페더레이션스컵 역대 순위: 10위 | FIFA 컨페더레이션스컵 역대 순위: 10위 | FIFA 컨페더레이션스컵 역대 순위: 10위 | FIFA 컨페더레이션스컵 역대 순위: 10위 | FIFA 컨페더레이션스컵 역대 순위: 10위 |

### 하계 올림픽
| 올림픽 축구 기록 | 올림픽 축구 기록 | 올림픽 축구 기록 | 올림픽 축구 기록 | 올림픽 축구 기록 | 올림픽 축구 기록 | 올림픽 축구 기록 | 올림픽 축구 기록 | 올림픽 축구 기록 | 올림픽 축구 기록 |
| 년도             | 결과             | 순위             | 경기             | 승               | 무*              | 패               | 득점             | 실점             | 승점             |
| ---------------- | ---------------- | ---------------- | ---------------- | ---------------- | ---------------- | ---------------- | ---------------- | ---------------- | ---------------- |
| 1900년           | 불참             | 불참             | 불참             | 불참             | 불참             | 불참             | 불참             | 불참             | 불참             |
| 1904년           | 불참             | 불참             | 불참             | 불참             | 불참             | 불참             | 불참             | 불참             | 불참             |
| 1908년           | 불참             | 불참             | 불참             | 불참             | 불참             | 불참             | 불참             | 불참             | 불참             |
| 1912년           | 불참             | 불참             | 불참             | 불참             | 불참             | 불참             | 불참             | 불참             | 불참             |
| 1920년           | 불참             | 불참             | 불참             | 불참             | 불참             | 불참             | 불참             | 불참             | 불참             |
| 1924년           | 금메달           | 우승             | 5                | 5                | 0                | 0                | 20               | 2                | 15               |
| 1928년           | 금메달           | 우승             | 5                | 4                | 1                | 0                | 12               | 5                | 13               |
| 1936년           | 기권             | 기권             | 기권             | 기권             | 기권             | 기권             | 기권             | 기권             | 기권             |
| 1948년           | 진출 실패        | 진출 실패        | 진출 실패        | 진출 실패        | 진출 실패        | 진출 실패        | 진출 실패        | 진출 실패        | 진출 실패        |
| 1952년           | 진출 실패        | 진출 실패        | 진출 실패        | 진출 실패        | 진출 실패        | 진출 실패        | 진출 실패        | 진출 실패        | 진출 실패        |
| 1956년           | 진출 실패        | 진출 실패        | 진출 실패        | 진출 실패        | 진출 실패        | 진출 실패        | 진출 실패        | 진출 실패        | 진출 실패        |
| 1960년           | 진출 실패        | 진출 실패        | 진출 실패        | 진출 실패        | 진출 실패        | 진출 실패        | 진출 실패        | 진출 실패        | 진출 실패        |
| 1964년           | 진출 실패        | 진출 실패        | 진출 실패        | 진출 실패        | 진출 실패        | 진출 실패        | 진출 실패        | 진출 실패        | 진출 실패        |
| 1968년           | 진출 실패        | 진출 실패        | 진출 실패        | 진출 실패        | 진출 실패        | 진출 실패        | 진출 실패        | 진출 실패        | 진출 실패        |
| 1972년           | 진출 실패        | 진출 실패        | 진출 실패        | 진출 실패        | 진출 실패        | 진출 실패        | 진출 실패        | 진출 실패        | 진출 실패        |
| 1976년           | 기권             | 기권             | 기권             | 기권             | 기권             | 기권             | 기권             | 기권             | 기권             |
| 1980년           | 불참             | 불참             | 불참             | 불참             | 불참             | 불참             | 불참             | 불참             | 불참             |
| 1984년           | 진출 실패        | 진출 실패        | 진출 실패        | 진출 실패        | 진출 실패        | 진출 실패        | 진출 실패        | 진출 실패        | 진출 실패        |
| 1988년           | 진출 실패        | 진출 실패        | 진출 실패        | 진출 실패        | 진출 실패        | 진출 실패        | 진출 실패        | 진출 실패        | 진출 실패        |
| 1992년           | 진출 실패        | 진출 실패        | 진출 실패        | 진출 실패        | 진출 실패        | 진출 실패        | 진출 실패        | 진출 실패        | 진출 실패        |
| 1996년           | 진출 실패        | 진출 실패        | 진출 실패        | 진출 실패        | 진출 실패        | 진출 실패        | 진출 실패        | 진출 실패        | 진출 실패        |
| 2000년           | 진출 실패        | 진출 실패        | 진출 실패        | 진출 실패        | 진출 실패        | 진출 실패        | 진출 실패        | 진출 실패        | 진출 실패        |
| 2004년           | 진출 실패        | 진출 실패        | 진출 실패        | 진출 실패        | 진출 실패        | 진출 실패        | 진출 실패        | 진출 실패        | 진출 실패        |
| 2008년           | 진출 실패        | 진출 실패        | 진출 실패        | 진출 실패        | 진출 실패        | 진출 실패        | 진출 실패        | 진출 실패        | 진출 실패        |
| 2012년           | 조별리그         | 9위              | 3                | 1                | 0                | 2                | 2                | 4                | 3                |
| 2016년           | 진출 실패        | 진출 실패        | 진출 실패        | 진출 실패        | 진출 실패        | 진출 실패        | 진출 실패        | 진출 실패        | 진출 실패        |
| 2020년           | 진출 실패        | 진출 실패        | 진출 실패        | 진출 실패        | 진출 실패        | 진출 실패        | 진출 실패        | 진출 실패        | 진출 실패        |
| 합계             | 3회 진출(3/27)   | 금메달(2회)      | 13               | 10               | 1                | 2                | 34               | 11               | 31               |

### 팬아메리칸 게임
| 팬아메리칸 게임 기록 | 팬아메리칸 게임 기록 | 팬아메리칸 게임 기록 | 팬아메리칸 게임 기록 | 팬아메리칸 게임 기록 | 팬아메리칸 게임 기록 | 팬아메리칸 게임 기록 | 팬아메리칸 게임 기록 | 팬아메리칸 게임 기록 | 팬아메리칸 게임 기록 |
| 년도                 | 결과                 | 순위                 | 경기                 | 승                   | 무*                  | 패                   | 득점                 | 실점                 | 승점                 |
| -------------------- | -------------------- | -------------------- | -------------------- | -------------------- | -------------------- | -------------------- | -------------------- | -------------------- | -------------------- |
| 1951년               | 불참                 | 불참                 | 불참                 | 불참                 | 불참                 | 불참                 | 불참                 | 불참                 | 불참                 |
| 1955년               | 불참                 | 불참                 | 불참                 | 불참                 | 불참                 | 불참                 | 불참                 | 불참                 | 불참                 |
| 1959년               | 불참                 | 불참                 | 불참                 | 불참                 | 불참                 | 불참                 | 불참                 | 불참                 | 불참                 |
| 1963년               | 결선리그             | 4위                  | 4                    | 1                    | 0                    | 3                    | 4                    | 6                    | 3                    |
| 1967년               | 진출 실패            | 진출 실패            | 진출 실패            | 진출 실패            | 진출 실패            | 진출 실패            | 진출 실패            | 진출 실패            | 진출 실패            |
| 1971년               | 진출 실패            | 진출 실패            | 진출 실패            | 진출 실패            | 진출 실패            | 진출 실패            | 진출 실패            | 진출 실패            | 진출 실패            |
| 1975년               | 조별리그             | 10위                 | 2                    | 0                    | 1                    | 1                    | 1                    | 2                    | 1                    |
| 1979년               | 진출 실패            | 진출 실패            | 진출 실패            | 진출 실패            | 진출 실패            | 진출 실패            | 진출 실패            | 진출 실패            | 진출 실패            |
| 1983년               | 금메달               | 우승                 | 4                    | 4                    | 0                    | 0                    | 5                    | 1                    | 12                   |
| 1987년               | 진출 실패            | 진출 실패            | 진출 실패            | 진출 실패            | 진출 실패            | 진출 실패            | 진출 실패            | 진출 실패            | 진출 실패            |
| 1991년               | 진출 실패            | 진출 실패            | 진출 실패            | 진출 실패            | 진출 실패            | 진출 실패            | 진출 실패            | 진출 실패            | 진출 실패            |
| 1995년               | 진출 실패            | 진출 실패            | 진출 실패            | 진출 실패            | 진출 실패            | 진출 실패            | 진출 실패            | 진출 실패            | 진출 실패            |
| 1999년               | 조별리그             | 9위                  | 4                    | 0                    | 1                    | 3                    | 2                    | 9                    | 1                    |
| 2003년               | 진출 실패            | 진출 실패            | 진출 실패            | 진출 실패            | 진출 실패            | 진출 실패            | 진출 실패            | 진출 실패            | 진출 실패            |
| 2007년               | 진출 실패            | 진출 실패            | 진출 실패            | 진출 실패            | 진출 실패            | 진출 실패            | 진출 실패            | 진출 실패            | 진출 실패            |
| 2011년               | 동메달               | 3위                  | 5                    | 2                    | 1                    | 2                    | 6                    | 8                    | 7                    |
| 2015년               | 금메달               | 우승                 | 5                    | 4                    | 0                    | 1                    | 8                    | 2                    | 12                   |
| 합계                 | 6회 진출(6/17)       | 금메달(2회)          | 24                   | 11                   | 3                    | 10                   | 26                   | 28                   | 36                   |

## 선수
다음 24인의 선수들은 2023년 11월 16일과 21일  아르헨티나와  볼리비아와의 2026년 FIFA 월드컵 남미 지역 예선에 참가하는 선수 명단이다.
출장 수와 골 수는 2023년 11월 21일  볼리비아전 이후 기록이다.
| 번호 | 위치 | 선수                        | 생년월일 (나이)        | 출전 | 득점 | 소속                  |
| ---- | ---- | --------------------------- | ---------------------- | ---- | ---- | --------------------- |
| 1    | GK   | 세르히오 로체트             | 1993년 3월 23일(32세)  | 18   | 0    | 인테르나시오나우      |
| 12   | GK   | 프랑코 이스라엘             | 2000년 4월 22일(25세)  | 1    | 0    | 스포르팅 CP           |
| 23   | GK   | 산티아고 멜레               | 1997년 9월 6일(27세)   | 3    | 0    | 아틀레티코 후니오르   |
|      |      |                             |                        |      |      |                       |
| 2    | DF   | 호세 마리아 히메네스 (주장) | 1995년 1월 20일(30세)  | 83   | 8    | 아틀레티코 마드리드   |
| 3    | DF   | 세바스티안 카세레스         | 1999년 8월 18일(26세)  | 9    | 0    | 아메리카              |
| 4    | DF   | 로날드 아라우호             | 1999년 3월 7일(26세)   | 16   | 1    | 바르셀로나            |
| 13   | DF   | 기예르모 바렐라             | 1993년 3월 24일(32세)  | 14   | 0    | 플라멩구              |
| 16   | DF   | 마티아스 올리베라           | 1997년 10월 31일(27세) | 16   | 1    | 나폴리                |
| 17   | DF   | 마티아스 비냐               | 1997년 11월 9일(27세)  | 35   | 0    | 사수올로              |
| 18   | DF   | 브루노 멘데스               | 1999년 9월 10일(25세)  | 6    | 0    | 코린치앙스            |
|      |      |                             |                        |      |      |                       |
| 5    | MF   | 마누엘 우가르테             | 2001년 4월 11일(24세)  | 13   | 0    | 파리 생제르맹         |
| 6    | MF   | 로드리고 벤탕쿠르           | 1997년 6월 25일(28세)  | 56   | 1    | 토트넘 홋스퍼         |
| 7    | MF   | 니콜라스 데 라 크루스       | 1997년 6월 1일(28세)   | 25   | 5    | 리버 플레이트         |
| 10   | MF   | 히오르히안 데 아라스카에타  | 1994년 6월 1일(31세)   | 44   | 10   | 플라멩구              |
| 15   | MF   | 페데리코 발베르데 (부주장)  | 1998년 7월 22일(27세)  | 55   | 6    | 레알 마드리드         |
| 20   | MF   | 펠리페 카르바요             | 1996년 10월 4일(28세)  | 7    | 0    | 그레미우              |
|      | MF   | 막시밀리아노 아라우호       | 2000년 2월 15일(25세)  | 7    | 1    | 톨루카                |
|      |      |                             |                        |      |      |                       |
| 8    | FW   | 크리스티안 올리베라         | 2002년 4월 17일(23세)  | 3    | 0    | 로스앤젤레스 FC       |
| 9    | FW   | 루이스 수아레스             | 1987년 1월 24일(38세)  | 138  | 68   | 그레미우              |
| 11   | FW   | 파쿤도 펠리스트리           | 2001년 12월 20일(23세) | 18   | 0    | 맨체스터 유나이티드   |
| 14   | FW   | 아구스틴 카노비오           | 1998년 10월 1일(26세)  | 10   | 1    | 아틀레치쿠 파라나엔시 |
| 19   | FW   | 다르윈 누녜스               | 1999년 6월 24일(26세)  | 22   | 8    | 리버풀                |
| 21   | FW   | 파쿤도 토레스               | 2000년 4월 13일(25세)  | 15   | 1    | 올랜도 시티           |
| 22   | FW   | 페데리코 비냐스             | 1998년 6월 30일(27세)  | 1    | 0    | 레온                  |

### 최근 차출된 선수
아래 명단은 최근 1년 사이에 차출된 우루과이 대표팀 선수 명단이다.
| 위치 | 선수                   | 생년월일 (나이)        | 출전 | 득점 | 소속                | 최근 소집                     |
| ---- | ---------------------- | ---------------------- | ---- | ---- | ------------------- | ----------------------------- |
| GK   | 란달 로드리게스        | 2003년 11월 29일(21세) | 0    | 0    | 페냐롤              | 2023년 6월 20일, 쿠바전예     |
| GK   | 가스톤 올베이라        | 1993년 4월 21일(32세)  | 0    | 0    | 올림피아            | 2023년 3월 28일, 대한민국전   |
| GK   | 기예르모 데 아모레스   | 1994년 10월 19일(30세) | 0    | 0    | 페냐롤              | 2023년 3월 28일, 대한민국전예 |
|      |                        |                        |      |      |                     |                               |
| DF   | 호아킨 피케레스        | 1998년 8월 24일(26세)  | 13   | 0    | 파우메이라스        | 2023년 10월 17일, 브라질전    |
| DF   | 산티아고 부에노        | 1998년 11월 9일(26세)  | 2    | 0    | 울버햄프턴 원더러스 | 2023년 10월 17일, 브라질전    |
| DF   | 루카스 올라사          | 1994년 7월 21일(31세)  | 1    | 0    | 크라스노다르        | 2023년 10월 17일, 브라질전    |
| DF   | 호세 루이스 로드리게스 | 1997년 3월 14일(28세)  | 2    | 0    | 바스쿠 다 가마      | 2023년 9월 12일, 에콰도르전   |
| DF   | 마우리시오 레모스      | 1995년 12월 28일(29세) | 3    | 0    | 아틀레치쿠 미네이루 | 2023년 6월 20일, 쿠바전       |
| DF   | 세바스티안 보셀리      | 2003년 12월 4일(21세)  | 0    | 0    | 리버 플레이트       | 2023년 6월 20일, 쿠바전       |
| DF   | 파쿤도 곤살레스        | 2003년 7월 6일(22세)   | 0    | 0    | 삼프도리아          | 2023년 6월 20일, 쿠바전       |
| DF   | 산티아고 무리뇨        | 2002년 9월 13일(22세)  | 0    | 0    | 사라고사            | 2023년 6월 20일, 쿠바전       |
| DF   | 마테오 폰테            | 2003년 5월 24일(22세)  | 0    | 0    | 보타포구            | 2023년 6월 20일, 쿠바전       |
| DF   | 세바스티안 코아테스    | 1990년 10월 7일(34세)  | 51   | 2    | 스포르팅 CP         | 2023년 3월 28일, 대한민국전   |
| DF   | 히오바니 곤살레스      | 1994년 9월 20일(30세)  | 17   | 0    | 마요르카            | 2023년 3월 28일, 대한민국전   |
| DF   | 아구스틴 로헬          | 1997년 10월 17일(27세) | 1    | 0    | 헤르타 BSC          | 2023년 3월 28일, 대한민국전예 |
| DF   | 페데리코 페레이라      | 2000년 2월 24일(25세)  | 0    | 0    | 리버풀 몬테비데오   | 2023년 3월 28일, 대한민국전예 |
|      |                        |                        |      |      |                     |                               |
| MF   | 마티아스 베시노        | 1991년 8월 24일(33세)  | 69   | 5    | 라치오              | 2023년 10월 17일, 브라질전    |
| MF   | 나이탄 난데스          | 1995년 12월 28일(29세) | 53   | 0    | 칼리아리            | 2023년 10월 17일, 브라질전    |
| MF   | 에밀리아노 마르티네스  | 1999년 8월 17일(26세)  | 2    | 0    | 미트윌란            | 2023년 9월 12일, 에콰도르전   |
| MF   | 로드리고 살라사르      | 1999년 8월 12일(26세)  | 1    | 2    | 브라가              | 2023년 6월 20일, 쿠바전       |
| MF   | 파브리시오 디아스      | 2003년 2월 3일(22세)   | 0    | 0    | 알가라파            | 2023년 6월 20일, 쿠바전       |
| MF   | 디에고 에르난데스      | 2000년 6월 22일(25세)  | 0    | 0    | 보타포구            | 2023년 3월 28일, 대한민국전   |
| MF   | 루카스 토레이라        | 1996년 2월 11일(29세)  | 40   | 0    | 갈라타사라이        | 2023년 3월 28일, 대한민국전예 |
|      |                        |                        |      |      |                     |                               |
| FW   | 브리안 로드리게스      | 2000년 5월 20일(25세)  | 21   | 4    | 아메리카            | 2023년 10월 17일, 브라질전    |
| FW   | 막시 고메스            | 1996년 8월 14일(29세)  | 32   | 4    | 카디스              | 2023년 9월 12일, 에콰도르전   |
| FW   | 디에고 로시            | 1998년 3월 5일(27세)   | 7    | 1    | 콜럼버스 크루       | 2023년 6월 20일, 쿠바전       |
| FW   | 마티아스 아레소        | 2002년 11월 21일(22세) | 3    | 1    | 페냐롤              | 2023년 6월 20일, 쿠바전       |
| FW   | 티아고 보르바스        | 2002년 4월 7일(23세)   | 2    | 0    | 레드불 브라간치누   | 2023년 6월 20일, 쿠바전       |
| FW   | 안데르손 두아르테      | 2004년 3월 23일(21세)  | 0    | 0    | 데펜소르 스포르팅   | 2023년 6월 20일, 쿠바전       |
| FW   | 루시아노 로드리게스    | 2003년 7월 16일(22세)  | 0    | 0    | 리버풀 몬테비데오   | 2023년 6월 20일, 쿠바전       |
| FW   | 호나탄 로드리게스      | 1993년 7월 6일(32세)   | 31   | 3    | 아메리카            | 2023년 3월 28일, 대한민국전   |
| FW   | 브리안 오캄포          | 1999년 6월 25일(26세)  | 1    | 0    | 카디스              | 2023년 3월 28일, 대한민국전예 |

범례
부: 부상으로 선수단에서 제외

예: 예비 명단에 포함

## 선수 기록

### 최다 출장 선수
아래 기록은 2023년 11월 14일을 기준으로 한다. (현역 선수는 굵은 글씨로 나타냄.)
| #  | 이름                     | 활동 기간 | 경기 | 골 |
| -- | ------------------------ | --------- | ---- | -- |
| 1  | 디에고 고딘              | 2005–2022 | 161  | 8  |
| 2  | 루이스 수아레스          | 2007–현재 | 138  | 68 |
| 3  | 에딘손 카바니            | 2008–현재 | 136  | 58 |
| 4  | 페르난도 무슬레라        | 2009–현재 | 133  | 0  |
| 5  | 막시 페레이라            | 2005–2018 | 125  | 8  |
| 6  | 마르틴 카세레스          | 2007–현재 | 116  | 4  |
| 7  | 디에고 포를란            | 2002–2014 | 112  | 36 |
| 8  | 크리스티안 로드리게스    | 2003–2018 | 110  | 11 |
| 9  | 디에고 루가노            | 2003–2014 | 95   | 9  |
| 10 | 에히디오 아레발로 리오스 | 2006–2017 | 90   | 0  |

### 최다 득점 선수
아래 기록은 2023년 11월 14일을 기준으로 한다. (현역 선수는 굵은 글씨로 나타냄.)
| # | 이름                | 활동 기간 | 골 | 경기 | 경기당 평균 골 |
| - | ------------------- | --------- | -- | ---- | -------------- |
| 1 | 루이스 수아레스     | 2007–현재 | 68 | 138  | 0.49           |
| 2 | 에딘손 카바니       | 2008–현재 | 58 | 136  | 0.43           |
| 3 | 디에고 포를란       | 2002–2014 | 36 | 112  | 0.32           |
| 4 | 엑토르 스카로네     | 1917–1930 | 31 | 51   | 0.61           |
| 5 | 앙헬 로마노         | 1913–1927 | 28 | 69   | 0.41           |
| 6 | 오스카르 미게스     | 1950–1958 | 27 | 39   | 0.69           |
| 7 | 세바스티안 아브레우 | 1996–2012 | 26 | 70   | 0.37           |
| 8 | 페드로 페트로네     | 1923–1930 | 24 | 28   | 0.86           |
| 9 | 페르난도 모레나     | 1971–1983 | 22 | 53   | 0.42           |
| 9 | 카를로스 아길레라   | 1982–1997 | 22 | 64   | 0.34           |

## 역대 감독
| 감독                     | 임기        |
| ------------------------ | ----------- |
| 페드로 세아              | 1941 ~ 1942 |
| 엑토르 카스트로          | 1959        |
| 엔리케 페르난데스 비올라 | 1961 ~ 1962 |
| 엔리케 페르난데스 비올라 | 1967 ~ 1969 |
| 오스카르 타바레스        | 1988 ~ 1990 |
| 루이스 쿠비야            | 1990 ~ 1993 |
| 다니엘 파사레야          | 1999 ~ 2001 |
| 오스카르 타바레스        | 2006 ~ 2021 |
| 디에고 알론소            | 2021 ~ 2023 |
| 마르셀로 비엘사          | 2023 ~      |

## 대한민국 남자 축구 대표팀과의 상대 전적
대한민국 - 우루과이 총 전적 1승 2무 7패 (총합 6 - 13)
- 1982년 2월 20일 국가대표 평가전 2 - 2 (무승부)
- 1990년 6월 21일 이탈리아 월드컵 조별리그 0 - 1 (우루과이 승)
- 2002년 2월 13일 국가대표 평가전 1 - 2 (우루과이 승)
- 2003년 6월 8일 국가대표 평가전 0 - 2 (우루과이 승)
- 2007년 3월 24일 국가대표 평가전 0 - 2 (우루과이 승)
- 2010년 6월 26일 남아공 월드컵 16강전 1 - 2 (우루과이 승)
- 2014년 9월 8일 국가대표 평가전 0 - 1 (우루과이 승)
- 2018년 10월 12일 국가대표 평가전 1 - 2 (우루과이 패)
- 2022년 11월 24일 카타르 월드컵 조별리그 0 - 0 (무승부)
- 2023년 3월 28일 국가대표 평가전 1 - 2 (우루과이 승)